# John Powell (athlétisme)
Pour les articles homonymes, voir John Powell et Powell.
John Gates Powell, né le 25 juin 1947 à San Francisco et mort le 18 août 2022, est un athlète américain, lanceur de disque. 
Il a été détenteur du record du monde de cette discipline avec un lancer à 69,08 m en 1975.

## Palmarès

### Jeux olympiques
- Jeux olympiques de 1972 à Munich ( Allemagne de l'Ouest) : 4e au lancer du disque
- Jeux olympiques de 1976 à Montréal ( Canada) :  Médaille de bronze au lancer du disque
- Jeux olympiques de 1984 à Los Angeles ( États-Unis) :  Médaille de bronze au lancer du disque

### Championnats du monde d'athlétisme
- Championnats du monde d'athlétisme de 1987 à Rome ( Italie) :  Médaille d'argent au lancer du disque

### Jeux panaméricains
- Jeux panaméricains de 1975 à Mexico ( Mexique) :  Médaille d'or au lancer du disque

## Records du monde
- 69,08 m au lancer du disque le 3 mai 1975 à Long Beach